# Psalydolytta menoni
Psalydolytta menoni is een keversoort uit de familie van oliekevers (Meloidae). De wetenschappelijke naam van de soort is voor het eerst geldig gepubliceerd in 1977 door Anand.